# Sangubanyu (Grabag)
Sangubanyu is een bestuurslaag in het regentschap Purworejo van de provincie Midden-Java, Indonesië. Sangubanyu telt 1589 inwoners (volkstelling 2010).